# Carlos Païta

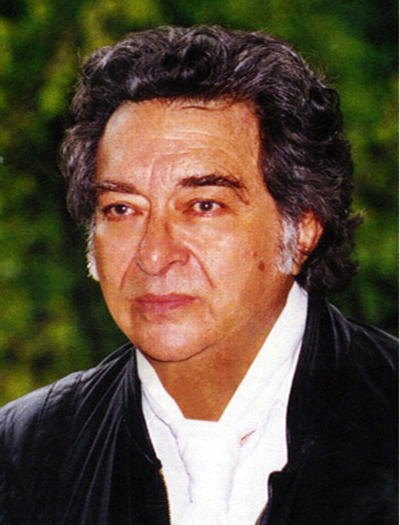
Carlos Païta

Carlos Païta (* 10. März 1932 in Buenos Aires; † 19. Dezember 2015 in der Schweiz) war ein argentinischer Dirigent. Païta emigrierte 1968 nach Europa. Er arbeitete mit vielen angesehenen Sinfonieorchestern, wirkte an bedeutenden Opernhäusern und veröffentlichte zahlreiche Einspielungen klassischer Musik.

## Leben und Werdegang
Seine italienische Mutter war Sängerin und Pianistin. Sein Vater stammte aus Ungarn und war nach Argentinien emigriert. Carlos Païta studierte unter anderem bei Jacobo Ficher (Komposition, Harmonie und Kontrapunkt), bei Jan Neuchoff (Klavier) und bei Artur Rodziński (Dirigieren). 24-jährig gab er sein Debüt als Dirigent am Teatro Colón. Dort erhielt er die Stellung als Korrepetitor und leitete die südamerikanische Premiere von Mahlers 2. Sinfonie. Sein europäisches Debüt gab er 1966 in Stuttgart. Im Jahr darauf dirigierte er in Brüssel und war anschließend mit Mahlers 9. Sinfonie in Karlsruhe. 1968 zog er nach Europa um und gab Konzerte in Frankreich, Deutschland, Luxemburg, Spanien und Portugal. Seine Aufnahmen von Werken wie der Symphonie Pathétique von Tschaikowski, der 1. Sinfonie von Brahms, der 8. Sinfonie von Bruckner und der 7. Sinfonie von Dvořák erhielten sehr gute Kritiken.
Païta brachte sein Philharmonic Symphony Orchestra nach Paris, um Werke von Bruckner aufzuführen, und ging mit dem Royal Philharmonic Orchestra in ganz Europa auf Tournee. Sein nordamerikanisches Debüt fand im Januar 1979 statt, als er mit dem Houston Symphony Orchestra Mahlers 1. Sinfonie aufführte. Zugleich spielte er viele Werke, v. a. aus dem 19. Jahrhundert, auf Tonträgern ein (z. B. bei den Labels Decca und Lodia), darunter ein Wagner-Programm mit dem New Philharmonia Orchestra. Höhepunkte seiner Live-Konzerte waren Roméo et Juliette von Berlioz beim Prager Frühling, Aufführungen beim Enescu-Festival in Rumänien, Schostakowitschs 8. Sinfonie mit dem Symphonieorchester des Bayerischen Rundfunks in München sowie Konzerte in Amsterdam, Paris, Bratislava, Sofia, Warschau und in anderen Städten, v. a. in Europa.

## Musikalischer Stil
Carlos Païta bevorzugte große Orchester und eine an der Romantik des mittleren bis späten 19. Jahrhunderts orientierte Aufführungspraxis. Er imitierte aber keineswegs nur seine Lehrer Rodziński oder dessen Ideal Furtwängler, sondern fand schnell zu einem eigenen Stil, der aus heutiger zeitlicher Distanz eine stilistische Nähe teils zu Herbert von Karajan, teils zu Georg Solti erkennen lässt, obwohl er nie so berühmt wurde wie diese beiden.

## Einige Einspielungen auf Tonträgern und anderen Medien
- LO-CD 775: Rossini: Ouvertüren zu Semiramide, Guillaume Tell, L’italiana in Algeri, La Cenerentola, Il barbiere di Siviglia, La gazza ladra. Royal Philharmonic Orchestra
- LO-CD 774: Beethoven: 3. Sinfonie „Eroica“, Leonoren-Ouvertüre Nr. 3. Royal Scottish National Orchestra. Netherlands Radio Philharmonic Orchestra
- LO-CD 781: Beethoven: 5. Sinfonie, „Coriolan“ Ouverture. Philharmonic Symphony Orchestra. London Philharmonic Orchestra
- LO-CD 786: Beethoven: 7. Sinfonie. Philharmonic Symphony Orchestra
- LO-CD 779: Brahms: 1. Sinfonie. National Philharmonic Orchestra.
- LO-CD 782-89: Dvořák: Sinfonien Nr. 7, Nr. 8 und Nr. 9. Philharmonic Symphony Orchestra (2 CDs)
- LO-CD 783-4: Bruckner: 8. Sinfonie. Philharmonic Symphony Orchestra
- LO-CD 776: Mahler: 1. Sinfonie („Titan“). Royal Philharmonic Orchestra[3]
- LO-CD-770: Wagner: Ouverturen zu Rienzi, Die Meistersinger von Nürnberg u.a, sowie Vorspiel und Liebestod aus Tristan und Isolde. Philharmonia Orchestra
- LO-CD 785: Wagner: Götterdämmerung (Auszüge). Ute Vinzing, James King, Philharmonic Symphony Orchestra.
- LO-CD 777: Berlioz: Symphonie fantastique. London Symphony Orchestra
- LO-CD 772-3: Verdi: Requiem. Royal Philharmonic Orchestra
- LO-CD 778: Tschaikowski: 6. Sinfonie („Pathétique“). National Philharmonic Orchestra